# Exílio cubano

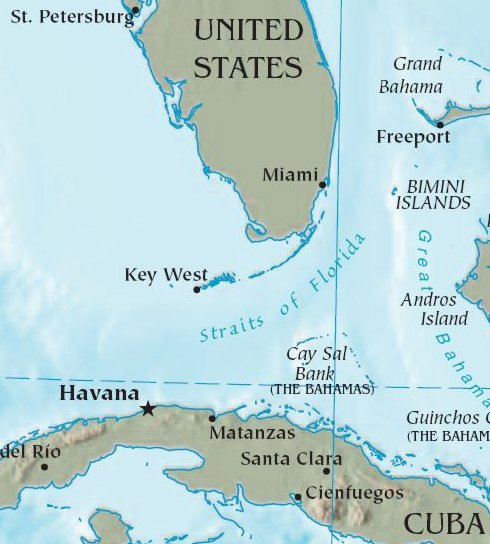
Cuba está a 90 milhas (145 quilômetros) ao sul da Flórida nos Estados Unidos

O termo "exílio cubano" refere-se aos muitos cubanos que fugiram ou deixaram a ilha de Cuba. Esses povos consistem em dois grupos primários vagamente definidos pelo período de tempo que ocorreu antes e depois do Êxodo de Mariel na década de 1980. O grupo pré-Mariel consistiu na maioria das classes média e alta da ilha que fugiram devido ao medo de represálias generalizadas após a tomada de poder comunista liderada por Fidel Castro no final das décadas de 1950-1970. As pessoas desse grupo buscavam principalmente asilo político. O segundo grupo é composto pelos povos que emigraram de Cuba durante e após o período do Êxodo de Mariel na década de 1980. Em geral, a maioria desses povos eram, e são, migrantes econômicos. O fenômeno remonta à Guerra dos Dez Anos e à luta pela independência cubana no século XIX. Nos tempos modernos, o termo refere-se ao grande êxodo dos cubanos para os Estados Unidos desde a Revolução Cubana de 1959.
Mais de 1 milhão de cubanos de todas as classes e grupos raciais vivem fora de Cuba (incluem-se os nascidos no exterior), especialmente nos Estados Unidos, e outros países.